# Blitz (squat)
Blitz – anarchistyczna, komunistyczna i socjalistyczna społeczność młodzieżowa w Oslo, założona w 1982.

## Opis
Dom Blitz (norw. Blitzhuset) jest autonomiczną przestrzenią w centrum Oslo, która zaczęła funkcjonować w 1982 przy ulicy Skippergata 6 w centrum Oslo, kiedy grupa osób utworzyła squat w budynku. Od tamtej pory jest to ośrodek socjalistycznego, komunistycznego i anarchistycznego aktywizmu.
W 1982 ruch został wyrzucony z budynku przy Skippergata i przeniesiony do Pilestredet 30c, gdzie zawarto porozumienie między miastem a squattersami. Pozwolono im wynająć dom za symboliczny czynsz, a w zamian mieli utrzymywać budynek. W 2002 rada miasta, wówczas w większości obsadzona przez członków Partii Konserwatywnej, wystawiła budynek prowadzony przez Blitz na sprzedaż. Aktywiści zareagowali masową akcją i między innymi, zniszczyli wejściową część ratusza w Oslo, a sprzedaż została wstrzymana.
Do działań domu należą księgarnia z literaturą polityczną, sieć akcji antyfaszystowskiej (AFA), grupa wspierająca Mumię Abu-Jamala grupa feministyczna, grupa dla dzieci, drukarnia non-profit, grupa fotograficzna i feministyczna stacja radiowa - radiOrakel. Blitz ma także kawiarnię specjalizującą się w wegańskich potrawach, salę ćwiczeń, studio dźwiękowe i sale koncertowe, na której regularnie występują muzycy ska, punk i hip hop.
Blitz otwarcie wspierał i brał udział w zamieszkach w Oslo w latach 2008–2009.